# Avengers: Secret Wars
Avengers: Secret Wars és una pel·lícula de superherois estatunidenca basada en l'equip de superherois de Marvel Comics, els Venjadors. Produïda per Marvel Studios i distribuïda per Walt Disney Studios Motion Pictures, és la seqüela de la propera pel·lícula Avengers: The Kang Dynasty, serà la sisena pel·lícula de la sèrie de pel·lícules Avengers, i la 42a pel·lícula de l'Univers cinematogràfic de Marvel (MCU).
El juliol de 2022 es van anunciar Dues noves pel·lícules dels Venjadors, The Kang Dynasty i Secret Wars, com a conclusió de la Fase Sis i "The Multiverse Saga" de l'MCU.
Secret Wars és el nom d'un còmic de Jim Shooter de 1984–85 i d'un còmic de Jonathan Hickman de 2015–16.
Està previst que la pel·lícula s'estrene l'1 de maig del 2026, com a pel·lícula final de la Fase Sis de l'MCU.